# Казеа
Казеа је припадник реда пеликосаура из доба перма. 

## Изглед
Дугачка око 1,2 метара, ова животиња је имала дебело тело, које је личило на тело данашњих игуана. Глава је била мала, а реп танак. Распоред зуба је био сличан као код данашњих крупних биљоједа (у горњој вилици купасти зуби, док их у доњој није било), што се показало као предност, те је по неким претпоставкама ова група била веома бројна и успела је да опстане до краја перма.

## Начин живота
За разлику од других биљоједа, казее су трбухом додиривале дно. Због карактеристичног распореда зуба, претпоставља се да су се храниле релативно жилавим биљкама, као што су папрати.